# Prarostino
 Prarostino  (piemontiul: Prarostin, Prustin, okcitánul: Prarustin) Olaszország Piemont régiójának, Torino megyének egy községe.

## Földrajza

Prarostino község Torino megye térképén

A Chisone- és a Pellice- völgyek találkozásánál fekszik. A vele szomszédos települések: Angrogna, Bricherasio, San Germano Chisone és  San Secondo di Pinerolo.

## Testvérvárosok
- Mont-sur-Rolle, Svájc (1976)